# Delegat floty
Delegat floty (ros. Депутат Балтики) – radziecki film dramatyczny z 1937 roku w reżyserii Aleksandra Zarchiego i Iosifa Chejfica.

## Obsada
- Nikołaj Czerkasow jako profesor Poleżajew
- Marija Domaszowa jako żona Poleżajewa
- Boris Liwanow jako Michaił Boczarow
- Oleg Żakow
- Aleksandr Mielnikow

## Nagrody
- 1937: Międzynarodowa Wystawa w Paryżu – Grand Prix
- 1946: Międzynarodowy Festiwal Filmowy w Wenecji – Medal

Źródło: